# Levixone
Levixone (Uganda, 1993) es un músico de gospel ugandés.

## Educación y biografía
Levixone, seudónimo y nombre artístico de Sam Lukas Lugolobyo, es el primer hijo de diez. Creció con su madre y con su padrastro en Kosovo y Lungujja. Asistió a la escuela primaria St Joseph Mapeera de Kisubi de P.1 a P.5, pero tuvo dificultades para pagar sus costes escolares. Más tarde escapó de casa y conoció a "Ticki Tah", Crystal Fabulous y Mac Elvis quienes jugaron una función importante en su carrera como músico. Gracias a Fields Of Life, una organización cristiana no confesiona pudo pagar la educación escolar primaria y secundaria. Fue estudiante de música en la ECO Universidad en Nairobi.

## Discografía

### Canciones
- Pasaporte
- Noonya omu
- Niwewe
- Kangende Noono
- Hope
- Edoboozi